# Béke téri sporttelep
A Béke téri sporttelep Budapest XXI. kerületében, Csepelen található, egy labdarúgóstadionból, egy sportcsarnokból, három labdarúgó-edzőpályából és egy birkózócsarnokból áll.

## A stadion
Jelenleg a Csepel FC felnőtt férfi labdarúgó csapata használja. A stadion Magyarország 8. legnagyobb stadionja. A stadion befogadóképessége jelenleg 14000 fő, ebből 3000 ülőhely (500 fedett) és 11000 állóhely. (Az állóhelyek közül csak egy szektort szoktak megnyitni, amit az ultrák használnak.) A stadion nézőcsúcsa 34000 fő volt 1948-ban, egy Csepel SC-Ferencvárosi TC mérkőzésen.
A stadion rendelkezik 4 világítótesttel, egy eredményjelzővel, műanyagborítású futópályával és távolugró-pályákkal.

## A Bajnokok Csarnoka
Bajnokok Csarnokának hívják Csepelen az 1950-es években épült, kétezer fő befogadóképességű sportcsarnokot, mivel 1989-ben bajnok lett az ebben a csarnokban játszó férfi kosárlabda és a férfi röplabdacsapat is. Jelenleg a Csepeli RC csapatai használják, illetve a tél folyamán itt rendezték meg a Csepel FC labdarúgó-gálát. Ezenkívül koncerteket is szoktak rendezni a Bajnokok Csarnokában.

## Az edzőpályák
A sporttelep három edzőpályával rendelkezik. Ebből jelenleg kettőt használnak rendesen a Csepel FC utánpótlás és női labdarúgócsapatai. Az edzőpályák kisebb világítótestekkel rendelkeznek, ami lehetővé teszi a pályákon az esti edzést.
A pályák minősége viszont sajnos hagy elég sok kivetnivalót, bár a középső pályára 2008-ban új gyep került. Az első számú pálya a mára korszerűtlen salak, a harmadik pálya pedig játékra csak az MLSZ szerint alkalmas...